# Monumento a María Cristina de Borbón (Madrid)
El monumento a María Cristina de Borbón es un ejemplar de arte público en Madrid. Diseñado por Mariano Benlliure, consiste en una estatua de bronce de la mencionada reina consorte y regente de España colocada sobre un pedestal calizo que incorpora otros elementos escultóricos. Se yergue frente al Casón del Buen Retiro.

## Historia y descripción

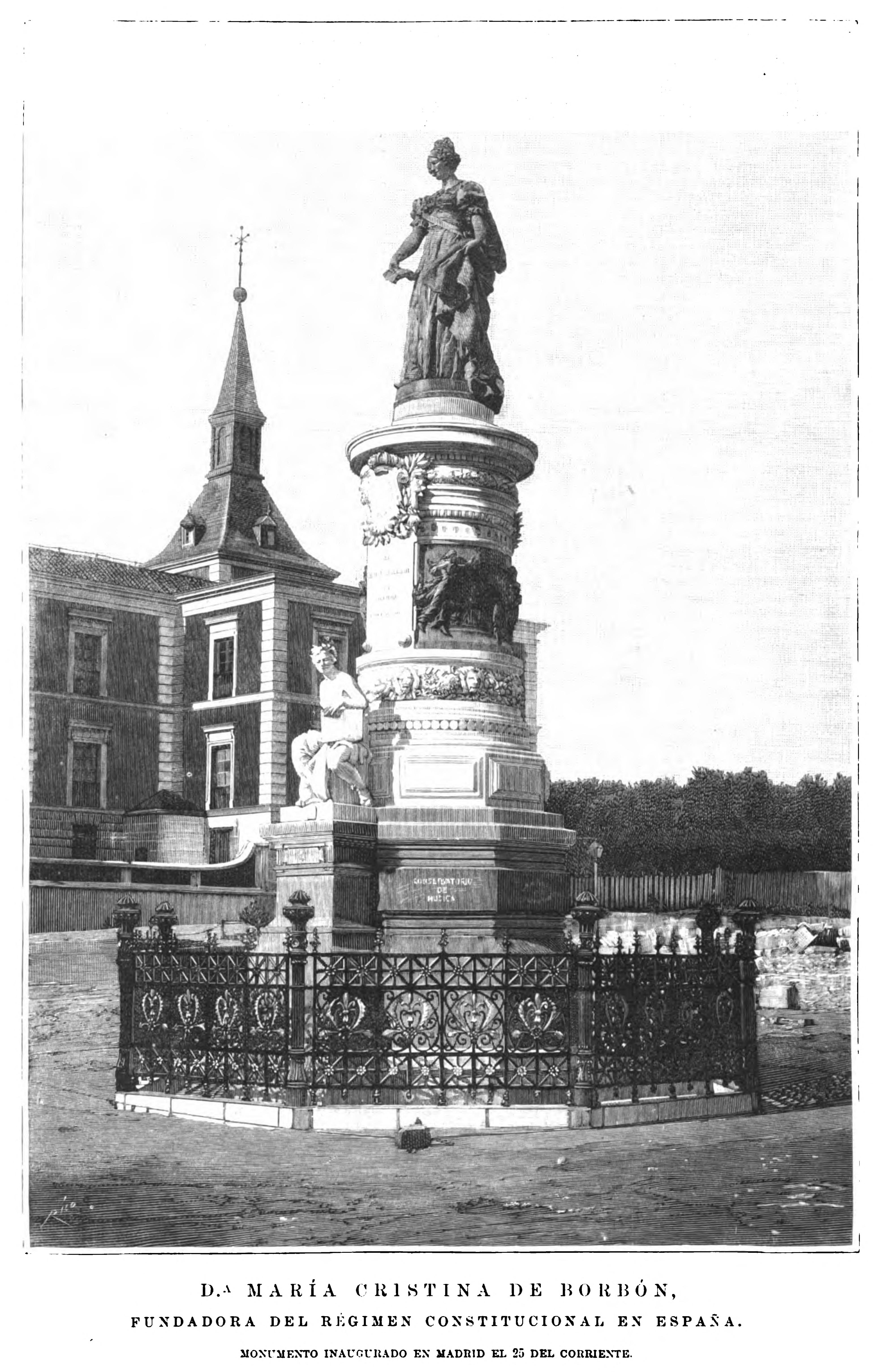
Grabado de Bernardo Rico publicado en la portada de La Ilustración Española y Americana el 30 de junio de 1903 a cuenta de la inauguración.

Promovido por el general Manuel Pavía y Lacy, el proyecto fue adjudicado al arquitecto Miguel Aguado y al escultor Mariano Benlliure.
El cuerpo más bajo que sirve como base del monumento presenta una traza poligonal, mostrando en sus diferentes caras inscripciones conmemorando varios hitos del gobierno de María Cristina: «conservatorio de música», «decreto de amnistía», «ministerio de fomento», «estatuto de 1834», «ciencias, artes y oficios», «convención de vergara», «universidades del reyno».
El pedestal se yergue por encima de la base; de forma similar otro monumento dedicado a una mujer como el de Bárbara de Braganza, diseñado también por Benlliure, presenta un contorno cilíndrico sin aristas. La parte más baja del pedestal presenta un friso circular con cabezas de león y guirnaldas.
La parte frontal del pedestal que se ofrece hacia el oeste tiene un cartelón que reza «a maría cristina de borbón. españa reconocida», mientras la parte a espaldas de la estatua presenta otra cartela que reza «1893». Los flancos del pedestal tienen dos relieves que ilustran el Abrazo de Vergara de 1839 y la firma de María Cristina del decreto de amnistía de 1832, un documento a favor del regreso de los políticos exiliados que habían huido de la represión absolutista ejercida por su marido Fernando VII, firmado durante el período que ejerció como reina gobernante durante la enfermedad de Fernando VII, que precedió al fallecimiento de este en 1833).
El monumento está coronado por la estatua de bronce que representa una figura de cuerpo entero de María Cristina, sosteniendo el Estatuto Real con su mano derecha se sujeta el manto con la mano izquierda.
Bajo la reina, apoyada en el pedestal, hay una estatua sedente de mármol con un estilo clasicista, que representa a una alegoría femenina de la Historia, que se presenta con un pezón al aire mientras sostiene un libro que reza «historia».
El monumento fue inaugurado el 25 de junio de 1893.